# Charles Melville Scammon

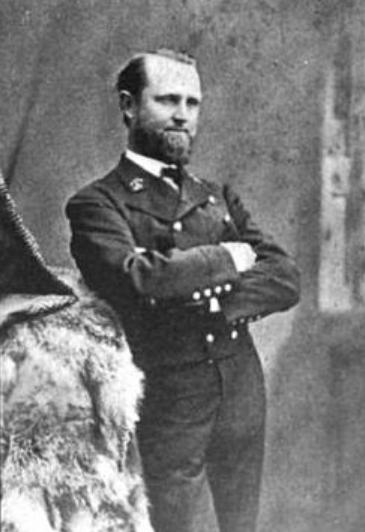
Capt. Charles M Scammon

Charles Melville Scammon (1825–1911) fue un ballenero, naturalista y escritor. Fue el primero en cazar ballenas grises en la Laguna Ojo de Liebre y en la  Laguna San Ignacio, que fuera anteriormente llamada "Laguna Scammon". En 1874  escribe el libro Los Mamíferos Marinos de la Costa Noroccidental de América del Norte, el cual fue un fracaso financiero y actualmente es considerado un clásico.

## Biografía
Scammon nació en Pittston, Maine, el 28 de mayo de 1825. En 1850 navega a California y el 1 de abril de 1852 deja San Francisco a la cabeza del bergantín Mary Helen (160 toneladas) en un viaje con el doble propósito de cazar focas y cazar ballenas. Regresa el 26 de agosto con 350 barriles del aceite de elefantes marinos. Durante el invierno de 1855–56 fue parte de la cacería de ballenas grises en la Bahía de Magdalena, al mando del barco Leonore. En diciembre de 1857, al mando del bergantín Boston y junto con la goleta Marin, fue el primero en cazar ballenas grises en Laguna Ojo de Liebre, matando veinte. El invierno siguiente (1858–59), al mando de la barcaza Ocean Bird y acompañado por las goletas A.M. Simpson y Kate, regresa a la laguna, matando cuarenta y siete ballenas. En el invierno de 1859–60 fue el primero en explotar la Laguna San Ignacio. En unas cuantas temporadas acabó con todas las ballenas del lugar.

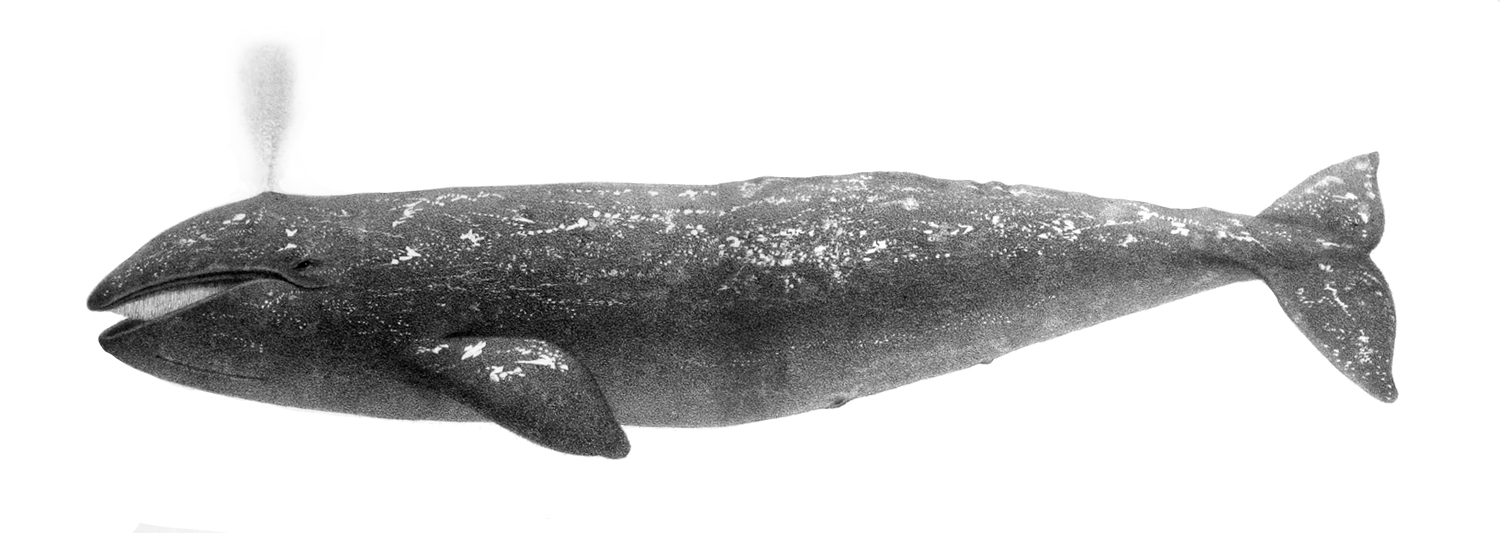
Ilustración de una ballena gris hecha por Scammon en 1874.

En 1860–61 regresa a Laguna Ojo de Liebre en el Ocean Bird, consiguiendo apenas 245 barriles de aceite de aproximadamente siete ballenas. En el verano de 1862  navega al Mar de Ojotsk en el barco de San Francisco William C. Nye. Navega alrededor de Iony Isla y la bahía Shantar hasta septiembre, atrapando sólo tres ballenas de Groenlandia. En el invierno de 1862-63 caza ballenas grises de nuevo en la bahía Magdalena en su último crucero ballenero. Pasa las tres siguientes décadas en el United States Revenue Cutter Service, antes de retirarse por incapacidad en 1895.
En octubre de 1870, Scammon recolectó un espécimen de 27 pies de largo de una ballena enana (Balaenoptera davidsoni);  el cual fue encontrado muerto en las orillas de Admiralty Inlet por pescadores italianos, quiénes la remolcaron a la bahía de Port Townsend y la desollaron.
Es el hermano de J. Young Scammon y Eliakim P. Scammon.